# Skotniki-Młyn
Skotniki-Młyn – część wsi Skotniki Małe w Polsce, położona w województwie świętokrzyskim, w powiecie buskim, w gminie Busko-Zdrój.
W latach 1975–1998 Skotniki-Młyn administracyjnie należały do województwa kieleckiego.